# Arnold Hoogvliet
Arnold Hoogvliet, född den 3 juli 1687 i Vlaardingen, död där den 17 oktober 1763, var en holländsk författare.
Hoogvliet skrev det långa eposet Abraham de Aartsvader (1728, många upplagor) med bibliskt ämne och Mengeldichten (1738).